# Генрік К'єлсруд Йогансен
Генрік К'єлсруд Йогансен (норв. Henrik Kjelsrud Johansen; нар. 22 березня 1993, Євік) — норвезький футболіст, що грав на позиції нападника.

## Клубна кар'єра
Народився 22 березня 1993 року в місті Євік. Вихованець футбольної школи клубу «Євік», де і розпочав грати на дорослому рівні у нижчих лігах.
Перед сезоном 2011 року перейшов у клуб третього дивізіону «Рауфосс», а восени 2011 року його віддали в оренду у вищоліговий «Ліллестрем», але там він не забив жодного голу і в кінці року повернувся у «Рауфосс». Таму першій половині сезону 2012 року він забив 14 голів у 16 матчах у 2 дивізіоні, перш ніж його продали до вищолігового «Гаугесуна» у серпні 2012 року.
Втім, у вищому дивізіоні Йогансен втратив свою результативність, забивши за «Гаугесун» лише один гол у чемпіонаті, через що перейшов у інший клуб Тіппеліги «Одд», але тут взагалі не забив жодного голу у чемпіонаті. Лише повернувши в оренду до другого дивізіону у «Фредрікстад», він зумів показати свої бомбардирські вміння, забивши 11 голів у 19 іграх чемпіонату.
22 липня 2016 року Йогансен підписав контракт з «Волеренгою» на три сезони. У новій команді провів лише півтора роки і 28 лютого 2018 року перейшов у «Бранн», уклавши з клубом трирічний контракт.
24 липня 2019 року повернувся до клубу «Фредрікстад», за який відіграв 6 сезонів. У складі «Фредрікстада» був одним з головних бомбардирів команди, маючи середню результативність на рівні 0,38 гола за гру першості. Завершив професійну кар'єру футболіста виступами за команду «Фредрікстад» в кінці 2024 року.

## Виступи за збірні
2011 року дебютував у складі юнацької збірної Норвегії (U-18), загалом на юнацькому рівні взяв участь у 10 іграх, відзначившись 3 забитими голами.
2013 року залучався до складу молодіжної збірної Норвегії. На молодіжному рівні зіграв у 2 офіційних матчах.

## Статистика виступів

### Статистика клубних виступів
| Сезон                   | Клуб                    | Чемпіонат               | Чемпіонат | Чемпіонат | Національний кубок | Національний кубок | Національний кубок | Континентальні кубки | Континентальні кубки | Континентальні кубки | Суперкубки | Суперкубки | Суперкубки | Усього | Усього |
| Сезон                   | Клуб                    | Ліга                    | Ігор      | Голів     | Ліга               | Ігор               | Голів              | Ліга                 | Ігор                 | Голів                | Ліга       | Ігор       | Голів      | Ігор   | Голів  |
| ----------------------- | ----------------------- | ----------------------- | --------- | --------- | ------------------ | ------------------ | ------------------ | -------------------- | -------------------- | -------------------- | ---------- | ---------- | ---------- | ------ | ------ |
| серп.-груд. 2012        | «Гаугесун»              | ЕС                      | 9         | 1         | КН                 | -                  | -                  | -                    | -                    | -                    | -          | -          | -          | 9      | 1      |
| 2013                    | «Гаугесун»              | ЕС                      | 14        | 0         | КН                 | 5                  | 4                  | -                    | -                    | -                    | -          | -          | -          | 19     | 4      |
| Усього за «Гаугесун»    | Усього за «Гаугесун»    | Усього за «Гаугесун»    | 23        | 1         |                    | 5                  | 4                  |                      | -                    | -                    |            | -          | -          | 28     | 5      |
| 2014                    | «Одд»                   | ЕС                      | 8         | 0         | КН                 | 3                  | 2                  | -                    | -                    | -                    | -          | -          | -          | 11     | 2      |
| 2015                    | «Фредрікстад»           | 1Д (ІІ)                 | 19        | 11        | КН                 | 1                  | 0                  | -                    | -                    | -                    | -          | -          | -          | 20     | 11     |
| січ.-лип. 2016          | «Одд»                   | ЕС                      | 10        | 0         | КН                 | 4                  | 5                  | ЛЄ                   | 4                    | 0                    | -          | -          | -          | 18     | 5      |
| Усього за «Одд»         | Усього за «Одд»         | Усього за «Одд»         | 18        | 0         |                    | 7                  | 7                  |                      | 4                    | 0                    |            | -          | -          | 29     | 7      |
| лип.-груд. 2016         | «Волеренга»             | ЕС                      | 14        | 2         | КН                 | 1                  | 0                  | -                    | -                    | -                    | -          | -          | -          | 15     | 2      |
| 2017                    | «Волеренга»             | ЕС                      | 22        | 3         | КН                 | 5                  | 2                  | -                    | -                    | -                    | -          | -          | -          | 27     | 5      |
| Усього за «Волеренгу»   | Усього за «Волеренгу»   | Усього за «Волеренгу»   | 36        | 5         |                    | 6                  | 2                  |                      | -                    | -                    |            | -          | -          | 42     | 7      |
| 2018                    | «Бранн»                 | ЕС                      | 9         | 0         | КН                 | 3                  | 2                  | ЛЄ                   | 0                    | 0                    | -          | -          | -          | 12     | 2      |
| січ.-серп. 2019         | «Бранн»                 | ЕС                      | 5         | 0         | КН                 | 2                  | 3                  | ЛЄ                   | 0                    | 0                    | -          | -          | -          | 7      | 3      |
| Усього за «Бранн»       | Усього за «Бранн»       | Усього за «Бранн»       | 14        | 0         |                    | 5                  | 5                  |                      | 0                    | 0                    |            | -          | -          | 19     | 5      |
| серп.-груд. 2019        | «Фредрікстад»           | 2Д (ІІІ)                | 12        | 12        | КН                 | -                  | -                  | -                    | -                    | -                    | -          | -          | -          | 12     | 12     |
| 2020                    | «Фредрікстад»           | 2Д (ІІІ)                | 19        | 14        | -                  | -                  | -                  | -                    | -                    | -                    | -          | -          | -          | 19     | 14     |
| 2021                    | «Фредрікстад»           | 1Д (ІІ)                 | 20+1      | 7+2       | КН                 | 0                  | 0                  | -                    | -                    | -                    | -          | -          | -          | 21     | 9      |
| 2022                    | «Фредрікстад»           | 1Д (ІІ)                 | 4         | 1         | КН                 | 0                  | 0                  | -                    | -                    | -                    | -          | -          | -          | 4      | 1      |
| 2023                    | «Фредрікстад»           | 1Д (ІІ)                 | 20        | 4         | КН                 | 2                  | 0                  | -                    | -                    | -                    | -          | -          | -          | 22     | 4      |
| 2024                    | «Фредрікстад»           | ЕС                      | 24        | 4         | КН                 | 4                  | 2                  | -                    | -                    | -                    | -          | -          | -          | 28     | 6      |
| Усього за «Фредрікстад» | Усього за «Фредрікстад» | Усього за «Фредрікстад» | 118+1     | 53+2      |                    | 7                  | 2                  |                      | -                    | -                    |            | -          | -          | 126    | 57     |
| Усього за кар'єру       | Усього за кар'єру       | Усього за кар'єру       | ?         | ?         |                    | ?                  | ?                  |                      | ?                    | ?                    |            | -          | -          | ?      | ?      |

## Титули і досягнення
- Володар Кубка Норвегії (1):

«Фредрікстад»: 2024